# Prinzess Ilse

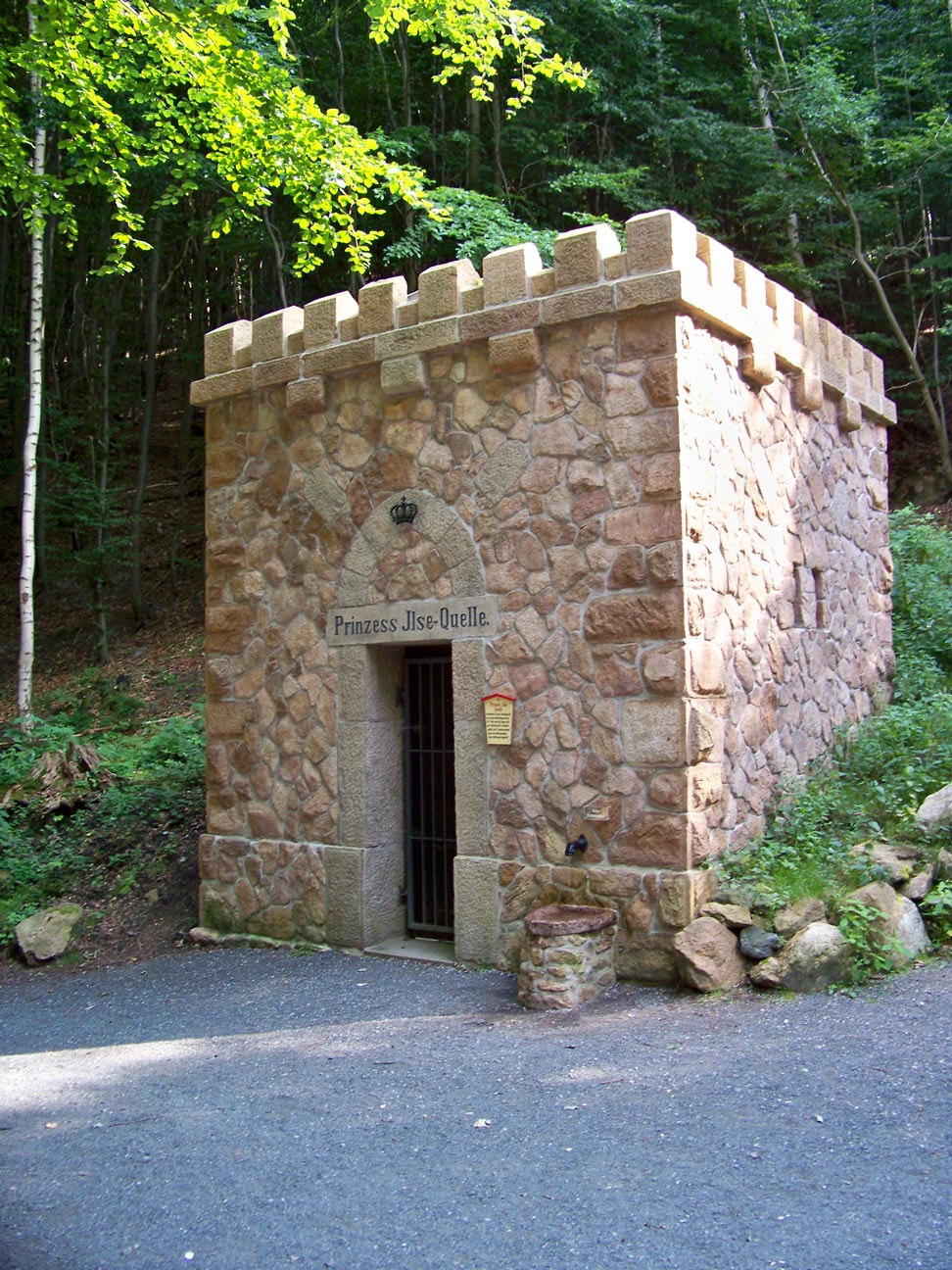
Prinzess-Ilse-Quelle

Prinzess Ilse, auch Prinzeß Ilse, ist der Name eines in Stein gefassten Quellenhauses im Ilsetal bei Ilsenburg im Harz. Benannt wurde die Prinzess-Ilse-Quelle, aus der mineralhaltiges Wasser entspringt, nach dem Fluss Ilse, der vom Brocken kommend und durch das Ilsetal und Ilsenburg in Richtung Norden fließt.

## Weitere Dinge alsPrinzess Ilse

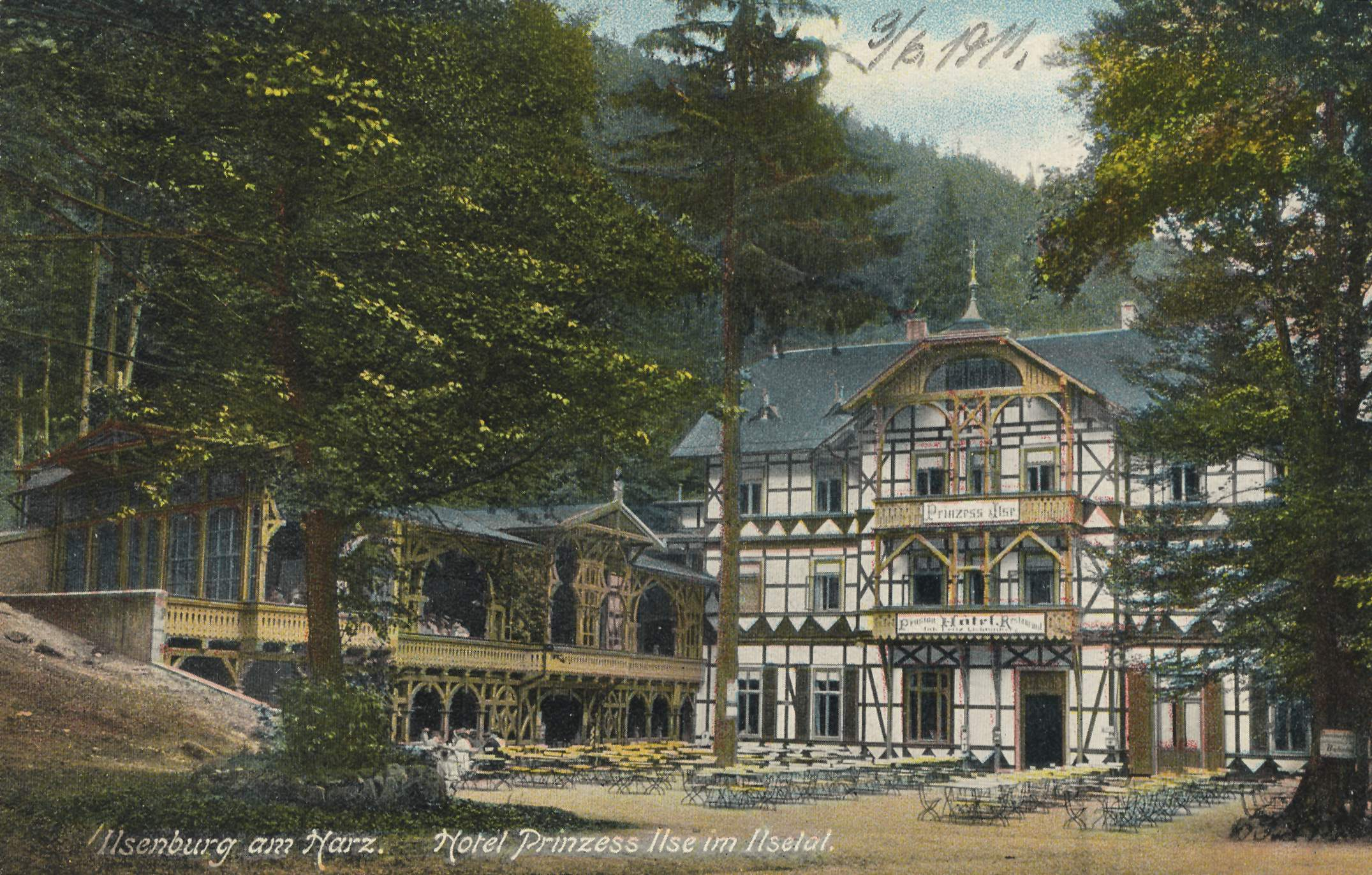
Hotel Prinzess Ilse (1911)

- Prinzeß Ilse ist auch der Titel eines Maien- und Liebesspiels aus der alten Celler Herzogszeit in fünf Aufzügen, das 1926 bei Ströher in Celle erschien und von Karl Dassel und Karl Tolle verfasst worden ist.
- „Prinzessin Ilse“ hingegen heißt ein Märchen aus dem Harzgebirge von Marie Petersen, das 1852 erstmals in Druck erschien.
- Prinzeß Ilse wurde auch ein 1871 im Ilsetal entstandenes Hotel bezeichnet. Das Fachwerkgebäude brannte 1887 ab, wurde wieder aufgebaut und mehrfach baulich erweitert, letztendlich in der DDR wegen Baufälligkeit abgerissen und durch einen Neubau ersetzt, welcher bis kurz nach der Wende ein NVA-Erholungsheim beherbergte. Heute befindet sich dort das Waldhotel am Ilsestein[1]